# Circunscripción electoral de Salamanca

Circunscripción de Salamanca
Cortes Generales* Congreso: 4 diputados (de 350)
- Senado: 4 senadores (de 266)Cortes de Castilla y León* 10 procuradores (de 81)

Salamanca es una de las 52 circunscripciones electorales utilizadas como distritos electorales desde 1977 para la Cámara Baja de las Cortes Generales, el Congreso de los Diputados, y una de las 59 de la Cámara Alta, el Senado. Es, además, una de las nueve circunscripciones electorales de las Cortes de Castilla y León.

## Ámbito y sistema electoral
En virtud de los artículos 68.2 y 69.2 de la Constitución española de 1978 los límites de la circunscripción deben ser los mismos que los de la provincia de Salamanca, y en virtud del artículo 140, su ámbito sólo puede modificarse con la aprobación del Congreso. El voto es sobre la base de sufragio universal secreto. En virtud del artículo 12 de la Constitución, la edad mínima para votar es de 18 años.

### Congreso de los Diputados
En el caso del Congreso de los Diputados, el sistema electoral utilizado es a través de una lista cerrada con representación proporcional y con escaños asignados usando el sistema de D'Hondt. Solo las listas electorales con el 3 % o más de todos los votos válidos emitidos, incluidos los votos «en blanco», es decir, para «ninguna de las anteriores», se pueden considerar para la asignación de escaños. Se eligen, de conformidad con la ley, un mínimo de 2 diputados, al que se agrega el número de diputados que resulte del reparto de los diputados sobrantes entre las distintas provincias españolas según su población; actualmente son otros 2 diputados. Así, por Salamanca se eligen en la actualidad un total de 4 diputados, tal y como ha venido ocurriendo desde 1977.

### Senado
En el caso del Senado, el sistema electoral sigue el escrutinio mayoritario plurinominal. Se eligen cuatro senadores en todas las provincias peninsulares (independientemente de la población), y los partidos pueden presentar un máximo de tres candidatos. Cada elector puede escoger hasta tres senadores, pertenezcan o no a la misma lista. Los cuatro candidatos más votados son elegidos.

### Cortes de Castilla y León
En las elecciones autonómicas, se eligen, de acuerdo con la Ley Electoral de Castilla y León, un mínimo de 3 procuradores, al que se agrega un diputado por cada 45000 habitantes o fracción superior a 22500 habitantes; actualmente por este cupo se eligen otros 7 procuradores. Así, en total se eligen actualmente 10 procuradores por la provincia de Salamanca. Entre 1983 y 2018 se venían eligiendo 11 procuradores por la circunscripción, debido a la mayor población de la provincia por entonces.

## Cortes de Castilla y León

### Procuradores obtenidos por partido (1983-2022)
|                        | Partido Popular de Castilla y León    | PPCyL   | 5a | 4a | 5  | 6  | 7  | 7  | 7  | 7  | 6  | 4  | 5  |
|                        | Partido Socialista de Castilla y León | PSOECyL | 6  | 4  | 5  | 4  | 4  | 4  | 4  | 4  | 3  | 4  | 3  |
|                        | Ciudadanos-Partido de la Ciudadanía   | CS      |    |    |    |    |    |    |    |    | 1  | 2  | 0  |
|                        | Vox                                   | VOX     |    |    |    |    |    |    |    |    | 0  | 0  | 2  |
|                        | Podemos                               | PODEMOS |    |    |    |    |    |    |    |    | 1  | 0  | 0  |
|                        | Izquierda Unida de Castilla y León    | IUCyL   |    | 0  | 0  | 1  | 0  | 0  | 0  | 0  | 0  | 0  | 0  |
| Partidos desaparecidos |                                       |         |    |    |    |    |    |    |    |    |    |    |    |
|                        | Centro Democrático y Social           | CDS     | 0  | 3  | 1  |    | 0  | 0  |    |    |    |    |    |
| Total                  | Total                                 | Total   | 11 | 11 | 11 | 11 | 11 | 11 | 11 | 11 | 11 | 10 | 10 |

a Los resultados corresponden a los de Coalición Popular: Alianza Popular-Partido Demócrata Popular-Unión Liberal (AP-PDP-UL).

## Congreso de los Diputados

### Diputados obtenidos por partido (1977-2023)
| Candidatura            | Candidatura                 | 1977 | 1979 | 1982 | 1986 | 1989 | 1993 | 1996 | 2000 | 2004 | 2008 | 2011 | 2015 | 2016 | 2019 (I) | 2019 (II) | 2023 |
| ---------------------- | --------------------------- | ---- | ---- | ---- | ---- | ---- | ---- | ---- | ---- | ---- | ---- | ---- | ---- | ---- | -------- | --------- | ---- |
|                        | Partido Popular             | 0*   |      | 1*   | 1*   | 2    | 2    | 3    | 3    | 2    | 2    | 3    | 2    | 3    | 2        | 2         | 3    |
|                        | PSOE                        | 1    | 1    | 3    | 2    | 2    | 2    | 1    | 1    | 2    | 2    | 1    | 1    | 1    | 1        | 1         | 1    |
|                        | Ciudadanos                  |      |      |      |      |      |      |      |      |      |      |      | 1    | 0    | 1        | 0         |      |
|                        | Vox                         |      |      |      |      |      |      |      |      |      |      |      | 0    | 0    | 0        | 1         | 0    |
| Partidos desaparecidos |                             |      |      |      |      |      |      |      |      |      |      |      |      |      |          |           |      |
|                        | Unión de Centro Democrático | 3    | 3    | 0    |      |      |      |      |      |      |      |      |      |      |          |           |      |
|                        | Centro Democrático y Social |      |      | 0    | 1    | 0    |      |      |      |      |      |      |      |      |          |           |      |
| Total                  | Total                       | 4    | 4    | 4    | 4    | 4    | 4    | 4    | 4    | 4    | 4    | 4    | 4    | 4    | 4        | 4         | 4    |

- En las Elecciones generales de 1986, el Partido Popular se presentó como Coalición Popular (CP).

## Senado

### Senadores obtenidos por partido (1977-2023)
| Candidatura            | Candidatura     | 1977 | 1979 | 1982 | 1986 | 1989 | 1993 | 1996 | 2000 | 2004 | 2008 | 2011 | 2015 | 2016 | 2019 (I) | 2019 (II) | 2023 |
| ---------------------- | --------------- | ---- | ---- | ---- | ---- | ---- | ---- | ---- | ---- | ---- | ---- | ---- | ---- | ---- | -------- | --------- | ---- |
|                        | Partido Popular | 0*   | 0    | 1*   | 1*   | 3    | 3    | 3    | 3    | 3    | 3    | 3    | 3    | 3    | 3        | 3         | 3    |
|                        | PSOE            | 1    | 1    | 3    | 3    | 1    | 1    | 1    | 1    | 1    | 1    | 1    | 1    | 1    | 1        | 1         | 1    |
| Partidos desaparecidos |                 |      |      |      |      |      |      |      |      |      |      |      |      |      |          |           |      |
|                        | UCD             | 3    | 3    | 0    |      |      |      |      |      |      |      |      |      |      |          |           |      |
| Total                  | Total           | 4    | 4    | 4    | 4    | 4    | 4    | 4    | 4    | 4    | 4    | 4    | 4    | 4    | 4        | 4         | 4    |

- En las Elecciones generales de 1977, el Partido Popular se presentó como Alianza Popular (AP).
- En las Elecciones generales de 1979, el Partido Popular se presentó como Coalición Democrática (CD).
- En las Elecciones generales de 1982, el Partido Popular se presentó como Alianza Popular-Partido Demócrata Popular (AP-PDP).
- En las Elecciones generales de 1986, el Partido Popular se presentó como Coalición Popular: Alianza Popular-Partido Demócrata Popular-Partido Liberal (AP-PDP-PL).